# 夢幻クレッシェンド
夢幻クレッシェンド（むげんクレッシェンド）は、日本の芸能事務所「RIZEプロダクション」に所属していた女性アイドルグループ。
夢幻の王国を舞台に日々活動するアイドルユニット。グループ名はゆめとまぼろし、儚さの意味を持つ「夢幻」と、音楽でだんだん強くを意味する「クレッシェンド」を組み合わせた造語である。略称は「夢クレ」「ユメクレ」。
2018年（平成30年）6月17日に結成され、2021年（令和3年）4月21日にTSUTAYA O-WESTにて開催されたワンマンライブ「夢幻クレッシェンドラストライブ〜雨のち晴れ〜」にて夢幻クレッシェンドとしての活動を終了した。

## 略歴・概要

### 2018年
同じRIZEプロダクションで2017年6月15日から活動を開始した『le biglemoi』（ビグルモア）に在籍していたうだちゃん・立花ゆかり・百千もねの3人により結成され、同年6月17日、下北沢SHELTERにて初お披露目。
- 06月28日 川崎クラブチッタにて新曲「Reach over」披露
- 10月15日 立花ゆかりが難聴の為、療養に専念との発表[2]。
- 12月05日 立花ゆかり卒業[3]。
- 12月22日 鈴永りさ、朝比奈もも、渡辺ミコ、さくらりおんの加入[4]。
- 12月22日 新体制お披露目[5]にて新曲「Catch Up!」披露[6]。

### 2019年
- 02月15日 うだちゃんの生誕祭にて新曲「Cider Shower」披露[7]。
- 05月01日 楽遊アイドルフェスGWスペシャルにて新曲「オドロキオドロック」披露[8]。
- 06月19日 夢幻クレッシェンドワンマン公演 Everything be happy～Singing～にて新曲「Everything be happy」披露[9]。
- 10月18日 渋谷Glad「夜に魅せられて」にて新曲「夢幻∞革命」「DDD（Dance Dance Dance）」「アメハレーション」披露
- 12月10日 渡辺ミコ卒業[10]。

### 2020年
- 01月19日 空叶るりの加入[11]。
- 01月26日 同事務所ライブ出演 MyDearDarlin'お披露目LIVE[12]。
- 08月29日 @JAM ONLINE FESTIVAL 2020にて新曲「reset start」披露[13]。
- 11月04日 さくらりおん卒業[14]。
- 11月15日 新木場スタジオコースト「アイドル甲子園 November FESTIVAL 2020」にて新曲「NPNG」披露
- 12月10日 空叶るり卒業のお知らせ[15]。
- 12月14日 SHIBUYA DESEOにて開催された「夢幻クレッシェンド空叶るり卒業単独公演」にて空叶るり卒業

### 2021年
- 03月18日 4月21日にTSUTAYA O-WESTにて開催されるワンマンライブをもって夢幻クレッシェンドの活動を終了することが発表された[16]。
- 04月21日 TSUTAYA O-WESTにて開催されたワンマンライブ「夢幻クレッシェンドラストライブ〜雨のち晴れ〜」にて夢幻クレッシェンドとしての活動を終了[17]。その後、うだちゃん（高槻あいの）・百千もね・鈴永りさはRIZEプロダクションの新グループ『I MY ME MINE』のメンバーとなったが[18]、鈴永は2022年4月19日[19]、高槻は2023年4月18日[20]に卒業し、百千のみがI MY ME MINEに残り続けている（2025年3月現在）。

## メンバー
| 名前                        | 愛称              | 担当色 | 生年月日               | 血液型 | 身長    | 出身地   | ファンの総称     | 備考                                             |
| --------------------------- | ----------------- | ------ | ---------------------- | ------ | ------- | -------- | ---------------- | ------------------------------------------------ |
| うだちゃん (うだちゃん)     | うだちゃん        | 赤     | 02/12 3歳→2,000歳→18歳 | O型    | 150.3cm | 静岡県   | チューリップぐみ | 元le biglemoi 離れ目アイドル、ゲーマー、作詞     |
| 百千 もね (ももせ もね)     | もねちゃん        | 紫     | 05/08                  | O型    | 156cm   | 関東     | モネシスト       | 元le biglemoi ショートカット担当、王子様担当     |
| 朝比奈 もも (あさひな もも) | ももちゃす ちゃす | 桃     | 1996年8月24日          | O型    | 152cm   | 群馬県   |                  | きらきらアイドル、ちゃすアイス、ももちゃすこーぷ |
| 鈴永 りさ (すずなが りさ)   | りっさ            | 黄     | 2000年8月11日          | A型    | 154cm   | 神奈川県 |                  | すまいるデンセンジャー                           |

### 旧メンバー
| 名前                          | 愛称                  | 担当色 | 生年月日       | 血液型 | 身長    | 出身地 | 推しの総称 | 備考                                                                  |
| ----------------------------- | --------------------- | ------ | -------------- | ------ | ------- | ------ | ---------- | --------------------------------------------------------------------- |
| 立花 ゆかり (たちばな ゆかり) | ゆかりん ゆかりちゃん | 桃     | 1995年10月24日 | O型    | 158cm   |        |            | 元北風インパクトChoque!、元le biglemoi 歌姫、オジョウサマ、ゆかり画伯 |
| 渡辺 ミコ (わたなべ みこ)     | こっちゃん            | 橙     | 1999年11月14日 | O型    |         | 奈良県 |            | 2019.12.10(火) TwinBox GARAGE で卒業 奈良から来ました。               |
| 茶倉 璃音 (さくら りおん)     | さくりお さくちゃん   | 緑     | 1999年1月28日  | B型    | 157cm   | 北海道 |            | 2020/11/04卒業 ルイス、さくらりおん声のブログ                         |
| 空叶 るり (そらと るり)       | るりちゃん るりにゃん | 水     | 2001年3月6日   | A型    | 147.8cm | 北海道 |            | 最小、最年少                                                          |

## 楽曲
- Catch Up!
- Cider Shower
- DDD（Dance Dance Dance）
- Everything be happy
- Enforcement object：O_LIVE
- I'm so fed up!!
- NPNG
- Reach over
- reset start
- SUMMER SONG
- どっちざ・ワールド
- アメハレーション
- オウジサマヨ
- オドロキオドロック
- ダンシングクレッシェンド
- 夢幻∞革命
- 夢幻クレッシェンドの自己紹介ソング
- 天気予想
- 雨のち晴れ

## 出演

### テレビ
- @JAM ONLINE FESTIVAL 2020　Futureステージ　完全版スペシャル！！ DAY1（2020年12月11日、日テレプラス)